# Mahazoma
Mahazoma è una città e comune del Madagascar situata nel distretto di Maevatanana, regione di Betsiboka. 
La popolazione del comune rilevata nel censimento 2001 era pari a 18 002 unità.